# Eighenotti

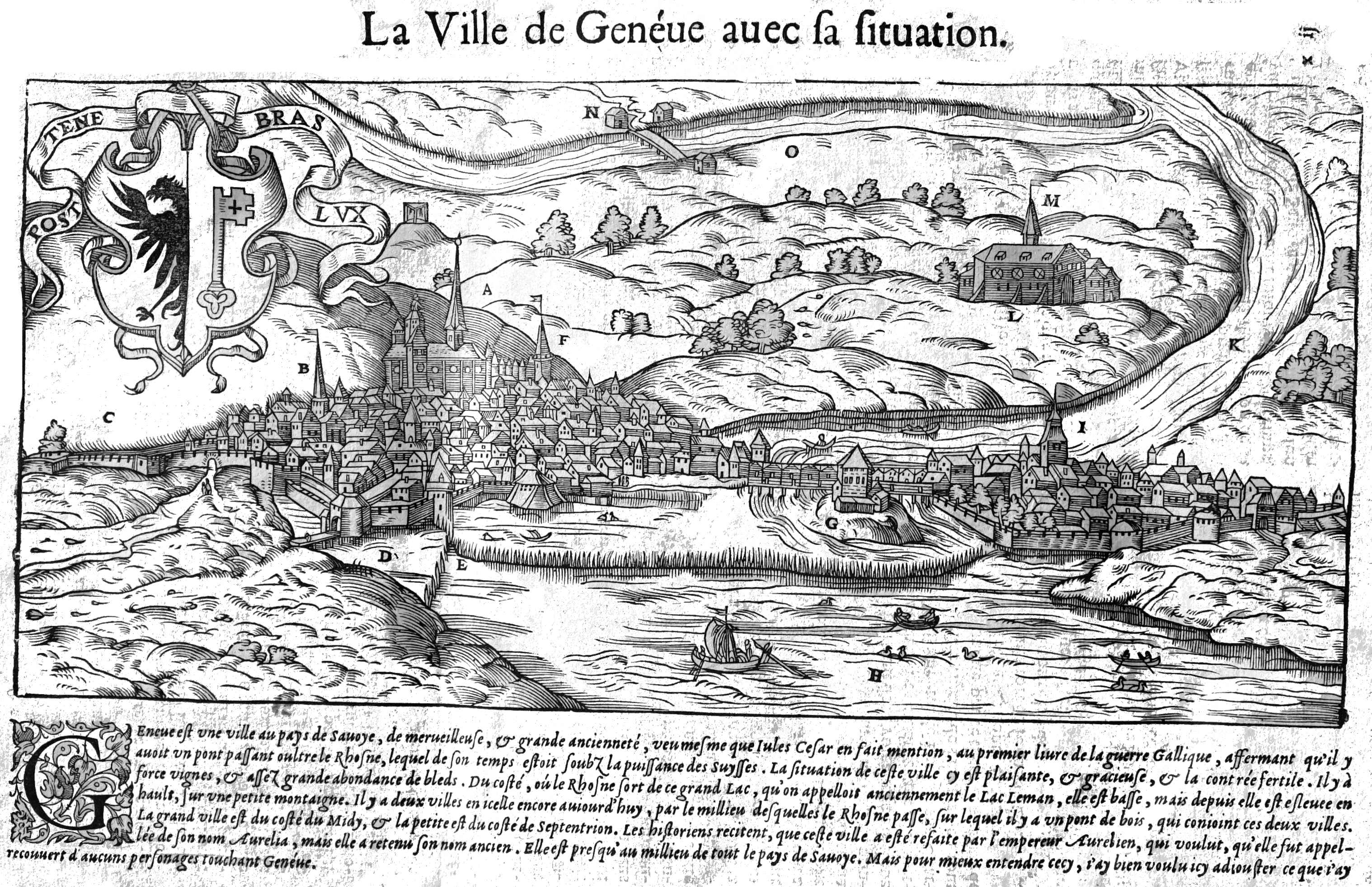
Ginevra nel XVI secolo

Con Eighenotti (in francese Eidguenots, adattamento del termine tedesco Eidgenosse, “confederato”) si indicano tra il 1519 e il 1535 quei patrizi ginevrini che parteggiavano per un’alleanza della città con la Confederazione Svizzera allo scopo di contrastare le ambizioni savoiarde; il nome fu attribuito dai loro avversari, i Mammelucchi (Mammelus).
Gli Eighenotti rifiutano l’assorbimento nella monarchia savoiarda nel nome di un ideale repubblicano che garantisca loro la partecipazione politica in quanto cittadini. In questo contesto, le loro simpatie li avvicinano agli svizzeri con cui alcuni hanno rapporti d’affari.

## Storia

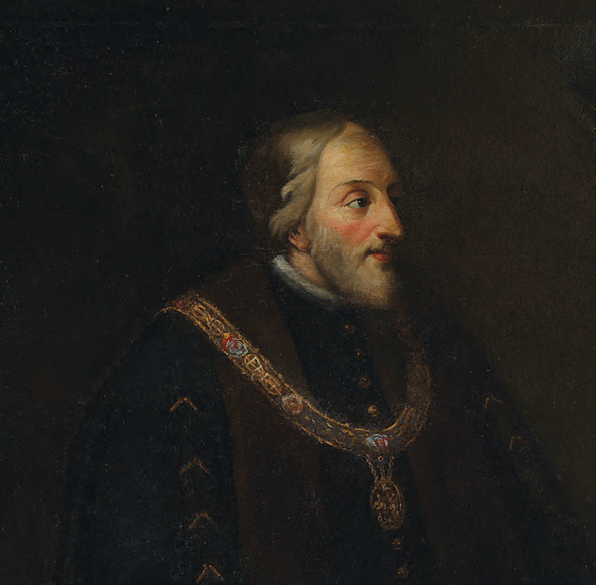
Il Duca di Savoia, Carlo III

La loro politica, avviata da Philibert Berthelier, si concretizzò in due trattati di comborghesia. Il primo, negoziato da Besançon Hugues ed Étienne de la Mar, fu concluso con Friburgo e ratificato dal Consiglio generale il 6 febbraio 1519; fu tuttavia revocato già l’11 aprile dello stesso anno, sotto la minaccia del duca Carlo III di Savoia che ne impose l’annullamento a Friburgo ed entrò in armi a Ginevra. A questo evento seguì la condanna di alcuni capi degli Eighenotti, Berthelier (decapitato il 23 agosto 1519) e Amé Lévrier (giustiziato il 24 marzo del 1524); i cittadini di Ginevra furono infine costretti a riconoscere il protettorato de facto del Ducato di Savoia il 10 dicembre 1525, durante il Consiglio Generale detto degli Alabardi.
Tuttavia, già nell’autunno del 1525, i principali Eighenotti rifugiatisi a Friburgo iniziarono le trattative con le autorità cittadine per concludere un secondo trattato, che sarà siglato con Friburgo e Berna l’8 febbraio del 1526 e ratificato da Ginevra il 25 febbraio. Questo nuovo trattato sancì il definitivo allontanamento dei Savoia da Ginevra, segnando l'affermazione di una signoria autonoma nella città.
A quel punto l’ala più radicale degli Eighenotti (i "Comunitari") iniziò a spodestare il principe-vescovo dei suoi poteri residui: i cittadini ottennero la giurisdizione civile nel 1527 e il 26 novembre 1535 il Consiglio dei Duecento si attribuì il diritto di battere moneta. Intanto, il 22 agosto del 1533 il vescovo Pierre de la Baume lasciò Ginevra e trasferì a Gex la corte episcopale, e dopo la proibizione della messa il 10 agosto 1535 anche gli ultimi collaboratori del vescovo lasciarono la città.